# Walther Burgering
Cornelis Waltherus (Walther) Burgering (Leiden, 17 februari 1959) is een Nederlands theoloog en pastor. 

## Levensloop

### Opleiding
Burgering ging naar het vwo aan het Niels Stensen College in Utrecht en bezocht aansluitend de School voor Journalistiek. Hierna ging hij theologie studeren aan de Katholieke Theologische Universiteit en volgde nog een pastoraal theologische opleiding aan de Radboud Universiteit in Nijmegen en de Universiteit voor Theologie en Pastoraat in Heerlen waar hij in diaconie afstudeerde.

### Loopbaan
Burgering was begin jaren negentig werkzaam als jongerenpastor in het toenmalige dekenaat Den Haag. Hierna ging hij in 1996 werken bij justitie als gevangenispastor. Aanvankelijk in Veenhuizen, en later ook in Hoogvliet, Alphen aan de Rijn en Scheveningen. Op 21 november 2009 ontving hij uit de handen van bisschop van Luyn in de HH. Laurentius- en Elisabethkathedraal in Rotterdam zijn diakenwijding. Na zijn wijding werd hij benoemd tot diaken van de Heilige Nicolaasparochie in Zoetermeer. In 2018 nam hij daar afscheid en hij werd vervolgens benoemd tot diaken van de parochiefederatie Sint Franciscus in het Westland. Hij was van 2015 tot 2020 werkzaam als studentenpastor aan Rapenburg 100 van de Rijksuniversiteit in Leiden. Ook schrijft hij regelmatig blogs.

## Nevenfuncties
- Voorzitter van Stichting BAKboord Den Haag
- Voorzitter van Stichting ParticipARTe Zoetermeer
- Redactielid van tijdschrift Open Deur

## Publicaties
- (2008) Naar binnen kijkend: reflecties vanuit het justitiepastoraat
- (2010) Bajes Brevier i.s.m. Renilde van Wieringen
- (2011) Overgave in vertrouwen
- (2014) Pastoraat in Stelling
- (2015) De weg van de dialoog: bruggen slaan tussen kerk en samenleving i.s.m. andere auteurs
- (2018) BLOGisch: Ontmoetingen die ergens toe leiden
- (2020) Zinzoeken en Zijn: 12 interviews over het belang van de werksoort studentenpastoraat